# 伯顿·杰西·亨德里克
伯顿·杰西·亨德里克（1870年12月8日—1949年3月23日）是一位美国作家和杂志编辑，主要作品有获得普利策历史奖的《德国无限制潜艇战》（The Victory at Sea，与威廉·索登·西姆斯合著）等。